# Azijski kup u hokeju na travi za žene 1989.
2. Azijski kup u hokeju na travi za žene se održao 1989. godine.
Krovna međunarodna organizacija pod kojom se održalo ovo natjecanje je bila Azijska hokejska federacija.

## Mjesto i vrijeme održavanja
Održalo se u ondašnjoj britanskoj koloniji Hong Kongu 1989.

## Borbe za odličja
U borbe za odličja su ušle J. Koreja, Kina, Japan i Indija.

## Završni poredak prve četiri
| Mj. | Djevojčad |
| --- | --------- |
| 1.  | Kina      |
| 2.  | Japan     |
| 3.  | J. Koreja |
| 4.  | Indija    |

| Osvajačice Azijskog kupa 1989. |
| ------------------------------ |
| Kina Prvi naslov               |

## Nagrade i priznanja
| najbolji strijelac | najbolja igračica | najbolja vratarka |
| ------------------ | ----------------- | ----------------- |
|                    |                   |                   |

## Vanjske poveznice
- (engl.) Azijski kup